# Кое
Кое (фр. Coëx) насеље је и општина у западној Француској у региону Лоара, у департману Вандеја која припада префектури Сабл д'Олон.
По подацима из 2011. године у општини је живело 3057 становника, а густина насељености је износила 77,28 становника/km². Општина се простире на површини од 39,56 km². Налази се на средњој надморској висини од 40 метара (максималној 61 m, а минималној 2 m).

## Демографија
| 1962. | 1968. | 1975. | 1982. | 1990. | 1999. | 2011. |
| ----- | ----- | ----- | ----- | ----- | ----- | ----- |
| 1.916 | 2.005 | 2.193 | 2.239 | 2.283 | 2.418 | 3.057 |

График промене броја становника у току последњих година